# 개구리 중사 케로로
《개구리 중사 케로로》(일본어: ケロロ軍曹 케로로 군소[*])는 요시자키 미네가 그린 만화 시리즈 《개구리 하사 케로로》를 기반으로 한 일본의 텔레비전 애니메이션이다. 2004년 4월 3일부터 2011년 4월 3일까지 TV 도쿄에서 방영되었다. 2006년에는 첫 극장판인  《개구리 중사 케로로 - 최종병기 키루루입니다》가 개봉되었으며, 대한민국에서는 이를 같은 해 무비센트가 수입 하여 극장 개봉하였다. 한국 내 상품화권자 온미디어는 《케로로 더 무비: 케로로 VS 케로로 천공대결전》을 수입˙배급하여 극장에 개봉했다.
TV 애니메이션 첫 방영 20주년이자 종영 후 13년만에 신작 애니메이션 제작이 결정되었다.

## 제작
《개구리 중사 케로로》는 《THE 빅 오》를 담당했던, 선라이즈 제6스튜디오가 모여서 사토 준이치의 감수 아래, TV 도쿄의 개국 40주년 기념 작품으로 제작되었다.
원작과 같이 1화 완결형(30분/15분×2이야기)를 기본으로 구성되어 있다. 또 엔딩 테마가 끝난 후에 뒷이야기도 있었으며, 100화부터 103화까지, 128화와 129화, 152화부터 154화까지는 한편으로 제작되기도 하였다.
애니메이션에서도 원작과 같이 많은 패러디가 사용되고 있지만, 애니메이션에서는 원작에 없던 내용들도 추가된다. 또, 애니메이션의 스탭 이름과 기업명을 패러디에 사용하거나 상점명 등에 사용하기도 한다.
원작과 같이 계절에 맞춘 스토리를 방송하는 것도 많다. 6월에는 뇨로로와 웨틀킹, 7월 초순에는 칠석을 하순과 8월 초에는 토이나카 해안(투니버스 판에서는 향토해수욕장), 8월 중순에는 히나타가의 할머니 댁 방문등의 스토리로 구성이 된다.
덧붙여서 총감독이자 감수인 사토 준이치는 《테레비브로스》에서 지난 2005년 5월 14일호의 인터뷰에서 “케로로 중사는 어린 아이에게도 보여주고 싶다”라고 해서인지 어린 아이나 가족 전용의 배려가 이뤄지고 있다. 그 배려는 #방송 불가된 미영상 부분을 참고하라.
이 애니메이션은 1기(1화~51화)와 2기(52화~103화), 3기(104화~154화), 4기(155화~205화) 그리고 현재는 종영했다. 1기에서 거의 원작 중심의 스토리로 방송하여서, 1기 시즌 종료 시점에서는 원작의 아이디어를 다 사용했기 때문에는 거의 대부분이 애니메이션 독자적인 스토리로 구성되었다. 이로 인해 원작과 애니메이션의 스토리는 완전하게 차이가 난다. 덧붙여서 원작에 따른 이야기에서도 애니메이션 독자적인 설정이 더해지기도 했다.
그리고 2007년에는 폭넓은 분야에서 여러 캐릭터 상품이 개발되고 판매되고 있으며, 대한민국에서도 일본의 아이템을 그대로 들여오는 것이 아니라 새로운 자체 아이템을 개발하여 구름인터렉티브에서는 3D 대전액션게임 《개구리 중사 케로로 파이터》를 2008년 5월 정식서비스를 했다.

## 한국어 방영
대한민국에서는 온미디어가 상품화권을 독점 계약하고, 투니버스에서 2005년 9월 12일부터 방영을 시작했다. 그리고 2011년 4월 3일 7기를 끝으로 방영을 종료했다.
2015년 7월 20일부터는 재능TV에서 방영권을 이전하여 재방영되었고 2016년에는 KBS 키즈에서도 방영되었다.
2019년 6월 7일에는 카툰네트워크에서 방영했는데 기존 방영분과는 달리 케로로 소대와 해설을 제외한 모든 성우진들을 교체했고 지역, 인명 등을 일본식으로 번역했다.
2021년 10월 25일에는 지역민방 TV(9colors)를 통해 매일 2:00에 자막 방영했는데 그리고 편집이라도 했던 카툰네트워크 방영분과 다르게 아예 텔롭조차 번역하지 않았고 대사 자막도 에스에스애니멘트에서 자주 사용하는 OCN 등 영화채널에서 볼만한 자막 형태로 편집되었다.
2024년 8월 9일, 8월 10일부터 에스에스애니멘트에서 더빙판 판권을 재계약하여 애니맥스와 애니플러스에서 투니버스 더빙판을 재방영하고 있다.

## 줄거리
때는 2004년, 케론별에서는 지구정복 계획을 세운후 다섯명의 소대원들로 구성된 케로로 소대를 지구에 파견했다. 하지만 소대원들은 지구에 오던 도중 예상치 못한 사고로 흩어졌고 소대의 대장 케로로는 중학생 자녀가 있는 가정집에 불시착하게 된다.
그의 누나는 케로로에게 강제로 집안일을 시키고,
그녀의 남동생은 케로로의 무능함에 분노했다.
케로로는 그들을 인질로 잡았다. 그런데, 밧줄이 풀리고  그의 누나와 그녀의 남동생은 인질에서 풀려나고, 그의 누나는 케로로에게 강제로 화장실 청소를 시키고, 그녀의 남동생은 화장실 청소를 하는 케로로를 감시하였다.

## 등장인물

### 케로로 소대
- 케로로 군조 (한국어 더빙명 케로로 중사)(일본어: ケロロ軍曹 성우 - 일본 :와타나베 쿠미코

케로로 소대를 이끄는 대장. 한때 대위로 진급하고 매우 엄선된 대장에게만 지급된다는 위대한 대장의 징표인 케론스타와 궁극의 무기 케론볼을 수여받을 정도로 유능했으나 무슨 사고를 쳐서 중사로 강등되었다. 침략을 목적으로 지구에 왔다 한별이네 집에 불시착했고 정신을 차려보니 케론볼까지 빼앗긴 채 그들에게 붙잡힌다.
그의 누나는 케로로에게 강제로 일을 시키고, 그녀의 남동생은 케로로의 무능함에 분노한다.
게다가 침략작전이랍시고 내놓는 작전들은 죄다 엉뚱하고 괴상하기 그지없어서 실패하기 일쑤인데다 지구문물인 건담 프라모델에 빠져 아예 프라모델만 따로 모아둔 방까지 만드는등 시간이 흐를수록 말과 행동이 거꾸로 되어가고 있었다. 평소에는 운동신경이 뛰어난 그의 누나에게 번번이 제압당하는 신세지만 습기가 가득한 케론별과 비슷한 환경에선 케론별 시절 전투모드로 회귀하여 사실상 저지불가 상태가 된다. 평소에는 게으르고 무책임하며 욕심이 많은듯하지만 진지한 상황에서는 유능한 지휘관답게 행동하고 속정이 깊다. 좋아하는 과일은 스타 후르츠.
- 타마마 이등병(일본어: タママ二等兵 성우 - 일본 : 고자쿠라 에쓰코

케로로 소대의 막내. 깜찍하고 귀여운 외모와 여성스러운 목소리 때문에 여자라고 착각하기 일쑤지만 진짜 성별은 남자. 하지만 케로로 중사를 이성적으로 사모하는 양성애자다. 그래서 마찬가지로 케로로를 '아저씨'라고 부르며 친근하게 구는 모아에게 엄청난 질투심을 느끼고 있다. 주 필살기는 타마마 임팩트. 질투심이 조금 높을때는 질투옥을 쓰기도 한다. 지구생활을 니시자와 가에서 배운탓에 처음에는 지구에 있는 집들은 모두 니시자와 가처럼 화려한 대저택에 없는게 없는 집이라고 생각했다. 하지만 시리즈가 계속될수록 지구생활에 적응됐는지 이런 묘사는 사라졌다.
- 기로로 하사(일본어: ギロロ伍長 성우 - 일본 : 나카타 죠지

케로로 소대에서 군기가 가장 잘 서 있는 소대원. 한때 전설로 불렸던 아버지와 중위 계급으로 소대장을 겸하고 있는 형을 둔 이름있는 군인 집안에서 태어났고 어린시절부터 엄격하고 고된 훈련생활을 많이 해왔기 때문이다. 케론군 사격대회에서 1위를 차지한 명사수이고 오지 서바이벌에 매우 능한 등 훌륭한 전투력을 지녔다. 침략은 뒷전인 채 지구생활에 빠져버린 케로로와 타마마를 한심하게 여기며 그녀의 남동생을  인질로 잡은후 강우주의 누나를 유인하기 위해 각종 트랩을 깔아뒀으나 대파 하나로 함정을 다 피해버린 그녀를 보고는 자신이 역으로 반해버렸다. 이후 침략작전을 펼치다가도 그의 누나가 위험에 처하면 곧바로 난입해서 다된 작전을 망치는것도 마다치 않았다. 그의 누나가  좋아하는 사부로와 마찬가지로 그의 누나를 좋아하는 코유키를 경계하고 있다. 해삼을 싫어한다. 어렸을 때 기차를 좋아했다.
- 쿠루루 상사(일본어: クルル曹長 성우 - 일본 : 코야스 타케히토

소대의 작전참모. 명석한 두뇌로 침략작전에 쓰일 발명품을 만드는 일을 하며 전시상황에서도 뒤에서 다른 대원들을 후방해주는 일을 한다. 현재까지 쿠루루를 능가하는 천재는 나오지 않았을 정도로 천재이지만 항상 남들 괴롭힐 생각을 하는 싸이코와 변태 기질이 있으며 늘 기분 나쁜 웃음 “크크크크”를 내며 다닌다. 약점은 자신과 반대 성향으로  성격이 밝은 앙골모아다. 사부로(사빈)와는 뜻이 통하는 친구. 원래 계급은 소령이었으나 케론군의 일급 기밀 사항을 해킹하여 미움을 사 상사로 강등당한다. 어릴 적부터 천재였던 천연 천재. 카레를 좋아한다. 기로로에게 집착하는 경향이 있는데, 이는 기로로를 좋아하는 것일 수도 있고 기로로를 실험용 개구리로 삼는 것을 즐기는 것일 수도 있다.
- 도로로 병장(일본어: ドロロ兵長 성우 - 일본 : 쿠사오 타케시

케론군 최정예 특수부대 어쌔신 출신. 어쌔신 대회에서 7회 연속 우승을 한 만큼 소대원들 중에서도 가장 강인한 체력과 압도적인 전투력을 가졌다. 평소에는 에도시대 사무라이 말투를 사용하며 1인칭은 셋샤(拙者).하지만 어릴적 이지메를 당한 트라우마 스위치가 켜졌을때, 혹은 다른 소대원들이 자기만 빼놓고 놀러가려나 재밌는 일을 할때만큼은 표준어를 쓴다. 우주 천식 때문에 항상 입을 가리고 있다. 우선 케로로 소대 소속인만큼 침략을 목적으로 하고있기는 하지만 코유키에게 구출당한뒤에는 평화주의자로 돌변. 침략작전도 누구 하나 다치지 않고 평화롭게 진행하는걸 원했고 소대원들이 인간들을 공격하는 위험한 일을 할때면 못하게 막는다. 케로로, 기로로, 푸루루와는 케론별에서 함께 지낸 소꿉친구였고 원래 이름은 제로로였으나 코유키를 만난 후 지금의 이름으로 개명했다. 코고로를 존경하는거 같다. 케로로한테 많이 당한다. 하지만 존재감이 없고, 재미없는 개그에 잘 웃는다.
- 앙골 모아(일본어: アンゴル＝モア, Angolmois 성우 - 일본 : 노토 마미코

노스트라다무스가 예언한 지구의 파괴자. 행성을 파괴하고 다니는 앙골족 출신이다. 케론별과는 동맹관계였기 때문에 케로로와는 어릴때부터 친하게 지내는 사이였다. 자신을 자상하게 돌봐주는 그를 '아저씨'라고 부르며 사모하기 시작했고 케로로 역시 이런 그녀를 많이 예뻐해준다. 우주인의 신분을 감추기 위해 평소에는 아사미(다해)라는 여고생을 카피한 모습으로 다닌다. 구별법은 모아는 별모양이 있는 초록색 헤어 밴드를 하고 있다. 행성을 파괴하는 종족인만큼 주된 무기는 아마겟돈. 말을 할 때마다 '말하자면 ○○○○'이라는 식으로 끝에 사자성어를 붙인다. 모두가 두 손 든 쿠루루를 유일하게 제어 할 수 있다.

### 히나타 가
- 히나타 나츠미(일본어: 日向夏美, 한국 : 강한별, 성우 - 일본 : 사이토 치와

본작의  여주인공이다.  히나타 가의 장녀. 그의  누나.  케로로가 부르는 호칭은 한별이아씨(투니버스) 중학교 2학년. 왈가닥 이미지인데다 운동신경이 뛰어나서 툭하면 침략작전이란 명목으로 사고를 치는 케로로를 한손가락으로 제압해버린다. 그녀는 평소에는 케로로를 '바보’ 라고 부르고 집안일을 땡땡이 칠때마다 쫓아가서 복수한다.  그녀는 같은학교 선배인 사빈을 짝사랑하고 있지만 정작 자신을 향하고 있는 권설화의  마음은 전혀 모르고 있다. 그녀는 유명DJ 623을 사랑하고 있다. 그의 정체가 동경하는 선배 사빈이라는 사실을  잘 알고있는 원작과는 달리 애니에서는 상상도 하지 못하고 있다.
- 히나타 후유키(일본어: 日向冬樹 한국 : 강우주, 성우 - 일본 : 카와카미 토모코 (사망) ( ~ 231화), 쿠와시마 호코(232화 ~ )

그녀의 남동생. 중학교 1학년. 케로로에게 복수하는 그의  친누나와는 달리 케로로를 친구처럼 다정하게 대한다. 처음 케로로가 그의 엄마에게 잡혔을때도 '좋은 친구'가 될 수 있을지도 모르니 제발 잡아먹지만 말아달라고 애원했을 정도. 이 한마디로 케로로는 인간을 침략대상으로 여기던 케로로가 인간에 대한 생각을 바꾸었고 더 나아가 그를 '우주 도령 (투니버스) 이라 부르며 은인으로 여긴다. 그는 평소에는 화같은거 낼줄 모르는 무척이나 온화한 성격이지만 그가 케로로에게 분노하면서 화를 내면 그녀도 그를 말릴수 없을  정도로 무서워한다.
- 히나타 아키(일본어: 日向秋 한국 : 홍미나, 성우 - 일본 : 히라마쓰 아키코

그의 누나와 그녀의 남동생의  어머니. 케로로가 부르는 호칭은 마님. 남편 없이 홀로 만화잡지 편집자 일을 하며 홀로 두 아이를 키우고 있다. 우주 만화잡지사에서 스카웃이 올 정도로 일에 꼼꼼하고 완벽을 추구하는 성격. 거기다 일이 많아지면 집에도 들어가기 힘들기 때문에 집안일은 두 남매와 케로로가 돌아가면서 맡는다. 중학생 자녀를 둘씩이나 둔 유부녀란 사실이 믿기지 않을 정도로 글래머한  몸매와 날렵한 체력을 가졌다. 평소에는 늘 오토바이를 타고 다닌다. 척추동물을 싫어한다고 했지만 정작 두 발로 걸어다니고 말까지 할 수 있는 우주개구리 케로로는 귀여운 애완동물로 여기며 흔쾌히 객식구로 받아준다.
- 히나타 아키나(일본어: 日向秋奈 한국 : 할머니, 성우 - 일본 : 쿄다 히사코

홍미나의 어머니이자 한별이와 그녀의 남동생의 외할머니. 케로로 소대원들이 부르는 호칭은 장군님. 인자하고 자상하나 그 할머니에 딸과 손녀가 나왔다 해도 과언이 아닐 만큼 중후한 면을 풍기고 있다. 처음 시골에 내려왔을 때 여기저기서 곤란을 겪고 있는 케로로 소대원들을 몰래(?) 도와주며 케로로 소대원과 연이 닿게 된다. 오컬트(심령과학)적 현상에 남들보다 예민한 듯하다. 매 기수 여름때마다 한별이네 가족들이 방문하기 때문에 출현 빈도는 원작보다 높다.
- 히나타 하루(日向春)

나츠미와 후유키의 아버지. 아키나의 사위. 그의 존재는 잘 알 수 없다. 이혼하거나 사별했는지 아니면 집을 떠나 따로 살고있는지 제대로 나온적이 없다. 그의 존재를 볼 수 있는 건 히나타 일가가 오래전 찍은 옛날 사진 액자가 전부다.

### 니시자와 가
- 니시자와 모모카(일본어: 西澤桃華 한국 : 유나라, 성우 - 일본 : 이케자와 하루나

세계적인 재벌 가 니시자와 피치 그룹(한국: 나라피치그룹)의 외동딸. 하지만 어릴때부터 수행집사가 따로있어도 자신의 배낭은 자기 손으로 드는가 하면 귀족학교 대신 일반학교를 진학하는등 재벌이란 이유로 남들과 다른 삶을 사는걸 거부했다. 또한 학교를 갈때도 리무진을 타지 않고 남들처럼 도보로 등교한다. 초등학교때 후유키가 다니는 학교로 전학왔지만 아이들은 일찍부터 그녀가 재벌집 딸이란걸 알고 부담스러워하며 가까이 하지 않았다. 이때 자신을 재벌집 딸이 아닌 평범한 여자애로 여기는 후유키에게 반했다. 이후 후유키에게 고백을 하기 위해 온갖 노력을 하지만 후유키의 둔감과 돌발상황으로 번번이 실패한다. 겉으로는 청순가련한 여학생 모습이지만 본 성격은 나츠미 못지않은 왈가닥이다. 한 번 돌변하면 양쪽에 살짝 삐쭉 나와있는 머릿가닥이 뾰족해지고 눈빛과 목소리도 바뀌며 전투력이 급상승한다.
- 니시자와 바이오(일본어: 西澤梅雄 한국 : 유바우 성우 - 일본:이케다 슈이치

니시자와 그룹의 총수. 모모카의 아버지. 한때 잘나가는 격투가였지만 지금은 은퇴하고 경영에만 집중하고 있다. 재벌 총수라는 직업 특정상 아이는 수행집사 폴에게 맡겨놓고 스코틀랜드의 고성에서 따로 지내고 있다. 하지만 딸아이와 함께하는 운동회 이인삼각경기에 출전하기 위해 킷쇼학원이 있는 동네를 통째로 복사해서 아내를 따돌린후 도시락까지 손수 만들어 올 정도로 딸에 대한 부성애가 남다르며 섬세함도 갖추고 있다. 모모카가 일반서민인 후유키를 좋아한다는걸 알고있지만 이를 반대하기는커녕 남몰래 지원까지 해준다.
- 폴 모리야마(한국명: 폴 스미스) (성우 - 일본 : 후지와라 케이지

니시자와 그룹의 수행비서. 잘나가는 격투기 선수였지만 격투대회에서 바이오에게 패배한 뒤 그에게 충성을 맹세했다. 지금은 일 때문에 따로 살고있는 바이오와 오오카를 대신해 모모카를 보좌하고 있다. 집사답게 못하는게 없는 만능이며 모모카와 후유키를 이어주기 위해 적극적으로 활동한다. 타마마와 후유키를 '도련님'으로 모시하고 있다.
- 니시자와 오우카(일본어: 西澤桜華 한국 : 백수선 성우 - 일본 : 미상

모모카의 어머니. 바이오의 아내. 니시자와 가문의 딸. 즉, 바이오는 데릴사위다. 하지만 남편과는 달리 아직도 격투가로 활동중이었고 자연히 경영권은 은퇴한 남편이 가졌다. 남편 못지않게 딸아이에 대한 모성애가 남달라 이인삼각경기 출전권을 놓고 남편과는 치열한 격투를 벌였을 정도. 잘나가는 격투기 선수 출신답게 케로로 소대원들 다섯명을 거뜬하게 제압해버린다(케로로 소대가 전력을 다하지 않은 것도 있지만).

### 주변 인물
- 아즈야마 코유키(일본어: 東谷小雪 한국 : 권설화, 성우 - 일본 : 히로하시 료

닌자의 비밀마을에서 전학온 아이. 도로로와 함께 산다. 닌자로서의 실력이 매우 뛰어나다. 전학 온 첫날에 알게 된 나츠미를 잘 따른다. 히나타네(우주네집) 옆집에 사는 원작과는 달리 애니메이션에서는 도시 어딘가 있는 숲 속 오두막에서 사는 걸로 설정돼 있다. 주먹밥을 철포환만큼 단단하게 만든다.
- 코고로 (556) (성우 - 일본 : 히야마 노부유키

자칭 우주탐정. 케로로와는 소꿉친구. 어른이 되어서 우주 형사 시험에 수도 없이 낙방하고, 탐정 사무소를 차렸다. 동생 라비가 그의 조수로 활동하고 있다. 언제나 웃고 있다. 칼라 박스 매니아.항상 하하하라고 웃는다. 이 웃음은 쿠루루의 웃음처럼 화나도 웃고 우울해도 웃는다 이 웃음의 의미를 해석 할 수 있는 건 여동생 뿐이다.
- 라비 (성우 - 일본 : 카네다 토모코

코고로의 동생. 언제나 여러 가지 구실-주로 556 때문-을 대며 "죄송해요"를 남발한다. 언제나 웃는 코고로의 진짜 표정을 간파 할 수 있는 유일한 소녀.
- 사부로 / 호조 무츠미 / 623(한국:사빈, 성우 - 일본 : 이시다 아키라

애니
이름은 사부로로 변경. 연령도 1살 어려져 킷쇼학원 3학년으로 나온다. DJ 활동을 하는 건 동일하지만 원작과는 달리 프로그램을 진행하는 방송관계자들과 쿠루루를 제외한 모두에게 이를 숨기려 든다. 케로로 소대원들조차도 나중에서야 알았을 정도였다. 나츠미는 사부로와 623을 동시에 동경하지만 두사람이 동일인물이란건 전혀 모르고 있다.
- 아리사 서전크로스(일본어: アリサ,한국 : 리사, 성우 - 일본 : 야지마 아키코

어둠의 세계 '다크존'에서 온, 어둠에 깃든 자를 사냥하는 '다크 헌터'라고 자칭하는 수수께끼의 소녀. 뭔가 사악한 분위기를 풍기지만 후유키(강우주)를 좋아하는 마음은 진심인 듯하다. 아버지격인 어둠의 정령 네브라를 머리에 이고 다니며, 세계관 내 최강자들 중 한 명이다.

### 가루루 소대
- 가루루 중위(일본어: ガルル中尉 성우 - 일본 : 오오츠카 아키오

소대의 대장이자 기로로의 형. 오래전부터 뛰어난 실력으로 이름을 떨치고 다녔고 케로로조차도 동경을 했을 정도. 침략활동은 뒷전인 케로로 소대와는 달리 전쟁에서 많은 공을 세운 베테랑. 2기 후반부터 소대원들을 대동하고 첫 등장. 소대의 대장과 중위 계급에 오른만큼 전투력, 판단력, 이해력이 기로로보다 월등하다. 평소에는 기로로를 동생으로 대하지만 전시상황에선 매우 엄격히 대하며 가차없이 총을 들이밀기도 한다. 버릇없이 구는 동생이 형이라고 불러주는 것을 매우 좋아한다.
- 타루루 상병(일본어: タルル上等兵 성우 - 일본 : 와타나베 아케노

타마마의 후배. 그를 스승님이라 부르며 타마마와 같은 올챙이다. 가끔 지구로 날아와 타마마를 못살게 굴고 온갖 말썽을 일으키는 사고뭉치 캐릭터. 훗날, 가루루 소대에 스카웃되어 재등장했는데 이때는 계급도 스승보다 높아졌고 올챙이 꼬리도 떼어 개구리가 되어 있었다. 타마마와 같은 격투와 에너지파등의 초인적인 기술을 무기로 하는 케론인이다. 필살기는 두 눈에서 발사하는 빔인 타루루 제로사이드EX,GX,DX이다.
- 조루루 병장(일본어: ゾルル兵長 성우 - 일본 : 야오 카즈키

케론군의 뛰어난 의학 기술에 의해 풀메탈로 사이보그화된 케론인. 도로로와 맞수를 이룰 정도로 전투력이 뛰어나다. 가루루 소대에 들어간 이유도 지구에 온 것도 침략을 위해서가 아닌 도로로와 결투를 하기 위해서라고 하며, 도로로 타도를 최종 목표로 삼고 있으나, 도로로가 기억 못 할 정도로 존재감이 없어서 사라진다. 어릴 때 자기는 친구 없고 도로로는 친구있어서 화가 났다는 설이 있다.
- 토로로 신병(일본어: トロロ新兵 성우 - 일본 : 야마구치 캇페이

자신 외에는 전부 바보라 생각하고 있다. 생긴 것부터 성격, 특기까지 쿠루루와 같은 냄새를 풍기는데 쿠루루가 케론군 장교였던 시절에 계속 당하기만 하면서도 끝까지 해킹을 시도한 골치아픈 녀석이었다. 그 덕분에 케론군에 스카웃되어 가루루 소대에 들어간 이후, 케로로 소대의 기상위성 깍쟁이(모티브 쿠루루)에 바이러스를 심어서 폭주시키고 지구의 모든 컴퓨터를 해킹, 쿠루루의 방어시스템까지 침입에 성공하나, 최후엔 쿠루루에게 처절히 응징당한다. 심지어 그 해킹 프로그램은 쿠루루가 케론군 본부에 있을 때 재미삼아 만든 것을 본인이 개조한 것이고, 쿠루루는 더 조잡해졌다고 비웃는다. 늘 인스턴트 식품을 먹고 있다.
- 푸루루 간호장교 (한국어 더빙명 푸루루 간호장교)(일본어: プルル看護長 성우 - 일본 :유키노 사츠키

소대의 간호장교. 케로로 소대와 가장 교류가 활발하다. 정확한 계급은 알 수 없으나 가루루를 '중위님'으로 부르는것으로 보아 소위나 후임 중위 정도로 추정. 보기와는 달리 인간 나이로 환산하며 마흔이 넘은 아줌마이기 때문에 모아로부터 '아주머니'란 말을 들으면 트라우마 증세를 보인다. 케로로의 짝사랑 상대인 듯하다. 상당히 나이가 들었지만 미혼이어서 꼬리가 있다.

## 목소리 출연
- 김윤서 - 타마마
- 시영준, 정유미 (어린) - 기로로
- 김종석 - 도로로
- 이용신, 박지윤 - 앙골 모아
- 정미숙, 정혜원 - 강한별
- 이미자, 김율 - 강우주
- 이동은, 이소영 - 홍미나
- 주자영 - 할머니
- 이현진, 김은아 - 유나라
- 정승욱 - 유바우
- 손종환, 최한 - 폴 스미스
- 김현심 - 백수선
- 김서영 - 권설아
- 김정은, 정유미 (어린) - 556
- 정혜옥 - 라비
- 신용우, 최승훈 - 사빈
- 김보영 - 리사
- 정승욱, 이호산 (젊을때) - 가루루
- 한채언 - 타루루
- 최재호 - 조루루
- 정선혜 - 토로로
- 김현지 - 푸루루 간호장교

## 에피소드
| 시즌 | 시즌 | 회수 | 방송 날짜      | 방송 날짜       |
| 시즌 | 시즌 | 회수 | 시즌 시작      | 시즌 종료       |
| ---- | ---- | ---- | -------------- | --------------- |
|      | 1    | 51   | 2004년 4월 3일 | 2005년 3월 26일 |
|      | 2    | 52   | 2005년 4월 1일 | 2006년 3월 31일 |
|      | 3    | 51   | 2006년 4월 7일 | 2007년 3월 30일 |
|      | 4    | 51   | 2007년 4월 6일 | 2008년 3월 29일 |
|      | 5    | 51   | 2008년 4월 5일 | 2009년 3월 28일 |
|      | 6    | 51   | 2009년 4월 5일 | 2010년 3월 27일 |
|      | 7    | 51   | 2010년 4월 3일 | 2011년 3월 26일 |
|      | 영화 | 5    | 2006년 3월 1일 | 2010년 2월 27일 |

## 주제가
- 오프닝

1. '(1기)케롯! 행진곡'(ケロッ!とマーチ 게롯토 마치[*])
방영일자 : 제1화 (2004년 4월 3일)부터 제51화 (2005년 3월 6일)까지
노래 : 가쿠다 노부아키 & 이하타 주리, 음반사 : 빅터 엔터테인먼트, 작사 : 모리 지요코, 작곡 및 편곡 : 사와다 간
2. '(2기)전국무책임시대'(全国無責任時代)
방영일자 : 제52화 (2005년 4월 1일)부터 제78화(2005년 9월 30일)까지
노래/연주 : 가가가SP, 음반사 : Sony Music Direct, 작사 및 작곡 : 고자쿠 마에다, 편곡 : 가가가SP
3. '(2기)너에게 주스를 사줄게♥'(君にジュースを買ってあげる♥)
방영일자 : 제79화 (2005년 10월 7일)부터 제103화 (2006년 3월 31일)까지
노래/연주 : 그룹 '혼', 음반사 : Ki/oon Records, 작사 : 구도 간쿠로, 작곡 및 편곡 : 도미기와 다쿠
4. '(3기)인생 펴는 길'(晴れる道)
방영일자 : 104화(2006년 4월 7일)부터 129화(2006년 9월 29일)까지
노래：JK, 음반사 : 요시모토 R and C, 작사 : JK, 작곡 및 편곡 : 고무로 데쓰야
5. '(3기)You-You-You'
방영일자 : (제130화 (2006년 10월 6일)부터 제154화(2007년 3월 30일)까지
노래 / 연주 : 폴리식스, 음반사 : 큔 레코드, 작사 및 작곡 : Hiroyuki Hayashi + Hajime Okano, 프로듀스 : Hajime Okano
6. '(4기)다시 돌아온 케롯! 행진곡'(帰ってきたケロッ!とマーチ 가엣테기타 게롯토 마치[*])
방영일자 : 제155화 (2007년 4월 7일)부터 183화 (2007년 10월 20일)
노래 / 연주 : 자이츠 이치로 & 오구라 유코, 음반사 : 빅터 엔터테인먼트, 작사 : 모리 지요코, 작곡 및 편곡 : 사와다 간
7. '(4기)엎친 데 덮친 격'(フンダリー ケッタリー)
방영일자 : 제184화 (2007년 10월 27일)부터 제205화 (2008년 3월 29일)까지
노래  : 딜런&캐서린, 음반사 : 요시모토 R and C, 작사 : 타나카 히데노리, 작곡 : 이소자키 켄사, 편곡 : 모모타 루이
8. '(5기)정말 멋진 토요일'(なんて素敵な土曜日)
방영일자 : 제206화 (2008년 4월 5일)부터 제231화 (2008년 9월 27일)까지
노래 : 케로로 소대, 음반사 : flying DOG, 작사·작곡·편곡 : 팟파라 카와이
9. '(5기)헬로 다윈! 호기심을 요구하다'(ハローダーウィン!～好奇心オンデマンド～ 하로다윈 고키신온데만도[*])
방영일자 : 제232화 (2008년 10월 4일)부터 제256화 (2009년 3월 28일)까지
노래 : 잼 프로젝트, 음반사 : 란티스, 작사·작곡 : 가게야마 히로노부, 편곡 : 와타나베 체루
10. '(6기)케롯! 행진곡(케로로소대 버전)'(ケロッ!とマーチ(小隊 ver.) 게롯토 마치[*])
방영일자 : 제257화 (2009년 4월 4일)부터 제307화(2010년 3월 27일)까지
노래 : 케로로 소대, 음반사 : flying DOG, 작사·작곡·편곡 : 팟파라 카와이
11. '(7기)귀찮아 별 행진곡'(メンドク星マーチ 멘도쿠세에 마치[*])
방영일자 : 제308화 (2010년 4월 4일)부터 제358화(2011년 4월 3일)까지
노래 : 케로로 소대

- 엔딩

1. '(1기)파마머리 중사'(アフロ軍曹 아후로 군소[*])
방영일자 : 제1화 (2004년 4월 3일)부터 제18화(2004년 7월 31일), 제27화(2004년 10월 2일)부터 제39화(2004년 12월 25일)까지
노래 : 댄스☆맨, 음반사 : 빅터 엔터테인먼트, 작사/작곡/편곡 : 댄스☆맨
2. '(1기)지구침략타령'(地球侵略音頭)
방영일자 : 제19화(2004년 8월 7일)부터 제26화 (2004년 9월 25일)까지
노래 : 타령☆걸 (feat. 케로로 소대), 음반사 : 빅터 엔터테인먼트, 작사 : 댄스☆맨, 작곡 : 케로로 중사, 편곡 : 우주음악연구회
3. '(1기)케로로 소대 공인! 열혈 환영적 그림그리기 노래!'(ケロロ小隊公認!熱烈歓迎的えかきうた!)
방영일자 : 제40화 (2005년 1월 8일)부터 제51화(2005년 3월 26일)까지
노래 : 케로로/올스타즈, 음반사 : 빅터 엔터테인먼트, 작사 : 오이자키 후미토시, 모리 지요코, 작곡 및 편성 : 사와다 간
4. '(2기)멋대로 침략자'(勝手に侵略者)
방영일자 : 제52화 (2005년 4월 1일)부터 제78화(2005년 9월 30일)까지
노래 : 오가와 나고야, 음반사 : Sony Music Direct , 작사/작곡/편곡 : 이소자키 겐사
5. '(2기)마음의 문제'(ココロの問題)
방영일자 : 제79화(2005년 10월 7일)부터 제103화(2006년 3월 31일)까지
노래 : toutou, 음반사 : SME레코즈, 작사 : 기타무라 다케쓰 + 아오야마 신이치로 + coita, 작곡 : coita
6. '(3기)승리의 꽃잎'(勝利の花びら)
방영일자 :  제104화 (2006년 4월 7일)부터 제116화 (2006년 6월 30일)까지
노래 : 치낫체불(언터쳐블 외), 음반사 : Sony Music Direct, 작사 : 아키모토 야스시, 작곡 및 편곡 : 가토 다이스케
7. '(3기)사이클링 리사이클'(サイクリング リサイクル)
방영일자 : 제117화(2006년 7월 7일)부터 제141화(2006년 12월 22일)까지
노래 : 기린, 음반사 : 요시모토 R and C, 작사 : 기린, 작곡 및 편곡 : 고무로 데쓰야
8. '(3기)영원히'(永遠に)
방영일자 : 제142화(2007년 1월 5일)부터 제154화 (2007년 3월 30일)까지
노래/연주 : 아후로매니아, 음반사 : EPIC Records Japan, 작사 : 겐겐, 작곡 : 앗키, 편곡 : 아후로매니아 외
9. '(4기)한 바퀴 돌아 1회전'(くるっと・まわって・いっかいてん)
방영일자 : 제155화(2007년 4월 7일)부터 제168화(2007년 7월 7일)까지
노래 : 기구루미, 음반사 : 빅터 엔터테인먼트, 작사 : 리노즈카 레오, 작곡 및 편곡 : 생략
10. '(4기)싱글벙글 챔피언'(ニコニコチャンプ)
방영일자 : 제169화(2007년 7월 14일)부터 제192화(2007년 12월 22일)까지)
노래 : NON STYLE, 음반사 : 요시모토 R and C, 작사 및 작곡 : 이노우에 유스케 (NON STYLE)
11. (4기)케로 고양이의 탱고'(일본어: ケロ猫のタンゴ)
방영일자 : 제193화 (2008년 1월 5일)부터 제205화 (2008년 3월 29일)까지
노래 : 미나가와 오사무와 히바리 아동 합창단, 음반사 : flying DOG, 작사 : 아이다 아츠시, 작곡 및 편곡 : 니시와키 타츠야
12. '(5기)오래 기다리셨습니다, 지구 1인분!'(일본어: おまたせ地球一丁)
방영일자 : 제206화 (2008년 4월 5일)부터 제218화 (2008년 6월 28일)까지
노래 : 케로로 소대 with 앙골 모아, 음반사 : 란티스
13. '(5기)우리들의 암호'(일본어: 僕らの合言葉)
방영일자 : 제219화 (2008년 7월 5일)부터 ~ 까지
노래 : 키요라 나츠미, 음반사 : flying DOG, 작사·작곡 : 츠지 아야노, 편곡 : 야마모토 류지
  - 애니메이션 233화에는 피아노로 편곡된 버전이 엔딩으로 사용되었다.
14. '(5기)켓켓 케로로의 대작전'(일본어: ケッケッケロロの大作戦)
방영일자 : ~부터 제256화(2009년 3월 28일)까지
노래 : 케로로 소대
15. '(6기)괜찮아 벌거벗은 친구'(일본어: だいじょうぶスッポンポンフレンド)
방영일자 : 제257화(2009년 3월 28일)부터 제282화(2009년 9월 26일)까지
노래 : 쿠루루
16. '(6기)할렐루야'(일본어: 晴レルヤ)
방영일자 : 제283화(2009년 10월 4일)부터 제307화(2010년 3월 27일)까지
노래 : 잼 프로젝트
  - 이 곡이 따로 CD로 발매된 것이 아니고, '헬로 다윈! 호기심을 요구하다' 음반에 있는 곡을 사용하였다.
17. '(7기)붙여라, 꼭 붙여라 원더랜드'(일본어: くっつけはっつけワンダーランド)
방영일자 : 제308화(2010년 4월 4일)부터 제358화(2011년 4월 3일)까지
노래 : 마츠모토 타마키

- 케로로 (2014년)

1. '케로로☆팝스타'(일본어: ケロロ☆ポップスター)
노래 : 고죠 마유미, 작사 : 요시자키 미네, 마츠우라 유키, 작곡 : 마츠우라 유키, 편곡 : R·O·N

### 주제가
- 오프닝

1. '케로로 행진곡' (1기 전체)
노래 : 케로로(양정화)
  - 화면은 일본의 '캐롯! 행진곡'을 사용하였다.
2. '위풍당당 케로로' (2기 전체)
노래 : 케로로(양정화)
  - 화면은 일본의 '전국무책임시대'를 사용하였다.
3. '거침없이 라랄라' (3기 전체)
노래 : 거북이
  - 화면은 일본의 <You-You-You>를 사용하였다.
4. '아싸 아싸' (4기 전체)
노래 : (케로로(양정화)& 기로로(시영준)(1~26화),(ver1), (케로로(양정화)&타마마(류점희)(27~49화),(ver2))
  - 화면은 일본의 '엎친 데 덮친 격'를 사용하였다.
5. '치고 받고 케로로'  (5기 전체)
노래 : 케로로(양정화)&기로로(시영준)
  - 화면은 일본의 '헬로 다윈! 호기심을 요구하다'를 사용하였다.
6. '케로로시대'  (6기 전체)
노래 : 케로로(양정화)
  - 화면은 일본의 '캐롯! 행진곡(케로로 소대 버전)'을 사용하였다.
7. '캐로로 행진곡 Final ver.'  (7기 전체)
  - 화면은 일본의 '멘도쿠 별 행진곡'을 사용하였다.

- 엔딩

1. '흔들어' (1기 전체)
노래 : 원투
  - 화면은 일본의 '파마머리 중사'를 사용하였다.
2. '사랑을 주세요' (2기 전체)
노래 : 타이푼
  - 화면은 일본의 '멋대로 침략자'를 사용하다, 타이푼이 출연하는 투니버스 자체 영상으로 변경됐다.
3. '설레임' (3기 전체)
노래 : 타이푼
  - 화면은 일본의 '승리의 꽃잎'을 사용하다, 타이푼이 출연하는 투니버스 자체 영상으로 변경됐다.
4. '말하자면 막나가기?'((ver1), 풀버전 1절(케로로중사 복습편)), (ver2), 풀버전 2절(냉장고에 코끼리 넣기편)) (4기 전체)
노래 : 이용신 with Sgt. Keroro's Funny Hearts Club Band
  - 화면은 일본의 '한 바퀴 돌아 1회전'을 바탕으로, 투니버스가 적절히 재가공하여 사용했다..
5. '슬픈 안드로이드'(5기 전체)
노래 : 웨일
  - 화면은 일본의 '우리들의 암호'를 사용하였다.
6. '효도손이나 효도르나'(6기 전체)
노래 : 이용신
  - 화면은 일본의 '괜찮아 벌거벗은 친구'를 사용하였다.
7. '아~ 진짜'(7기 전체)
노래 : 유정석

- 케로로팝

1. '케로로 팝스타'
노래 : 정소윤

## 영화
《개구리 중사 케로로》는 2006년부터 사토 준이치가 감독한 일곱 편의 장편 영화로도 제작되었다.

## 논란
케로로 소대원들이 옛 일본군의 복장과 계급을 가진 것과 욱일기를 배경으로 거수 경례를 하는 장면이 "친숙한 형태로 일본의 극우주의나 군국주의를 미화하려 하고 있다."는 비판을 불러일으킨다. 다만, 원작 만화에서는 간혹 망언을 일삼았던 이시하라 신타로 도쿄도지사를 비롯한 극우 인사들을 반말로 힐난하는 등 비난하는 장면이 나오고, 케로로 소대가 지구인들과 친하게 지내는 모습이 좀 더 군국주의에 친숙한 인식을 만들기 위한 목적의 일환이라는 주장도 있으나 침략자가 피침략자들과 친하게 지내는 모습이 평화와 반전의 메시지를 드러내는 것으로 풀이할 수도 있고, 도리어 히나타家에 붙잡히고 이따금씩 지구 침략 계획을 세우지만 하나같이 상식적으로 말이 안되는 코미디만 있고 그들의 어설픈 행동들이 군국주의의 미화가 아닌 풍자로 비칠 수도 있고, 특히 타마마가 업무 착오로 대장이 된 에피소드에서 자신에게 반대하는 동료를 모두 제거해서 혼자가 되는 모습은 파시즘에 대한 비판으로 볼 수도 있다고 주장하는 경우도 있다.

## 케로로 군조 오츠(乙)
일본에서는 케로로 군조 6기를 마치고, 7기를 이어서 방영하였다. 그러나, 6기와는 달리 A파트와 B파트를 분할해서 방영하였다. A파트는 토요일 오전 시간대에 방영하였고, B파트는 A파트와 합쳐서 일요일 심야 시간대에 방영하였다. B파트 같은 경우는 케로로 군조 오츠(乙)라고 별도로 명명해서 방영하였다. 둘의 차이점은 A파트는 기존 시즌 수준의 수위를 유지하였고, TV 도쿄계열의 모든 방송사에서 방영하였다는 것이고, B파트는 심야 시간대였기 때문에 수위를 약간 상승시킨데다가 TV 도쿄에서만 방영하였다. 그렇기 때문에 투니버스에서 더빙해서 방영했을 당시에는 B파트 같은 경우는 선정성 문제로 삭제된 에피소드가 많았다.